# Hennadij Jerszow
Hennadij Jerszow (także Gennadij Jerszow, Giennadij Jerszow, ukr. Геннадій Олексійович Єршов, Hennadij Ołeksijowycz Jerszow, {{Język rosyjski|ros.|Геннадий Алексеевич Ершов}} Giennadij Aleksiejewicz Jerszow; ur. 12 lipca 1967 w Czernihowie) – polski i ukraiński artysta rzeźbiarz, jubiler, fotografik, pedagog, działacz społeczny. Znany z realizacji pomników w różnych krajach.

## Życiorys

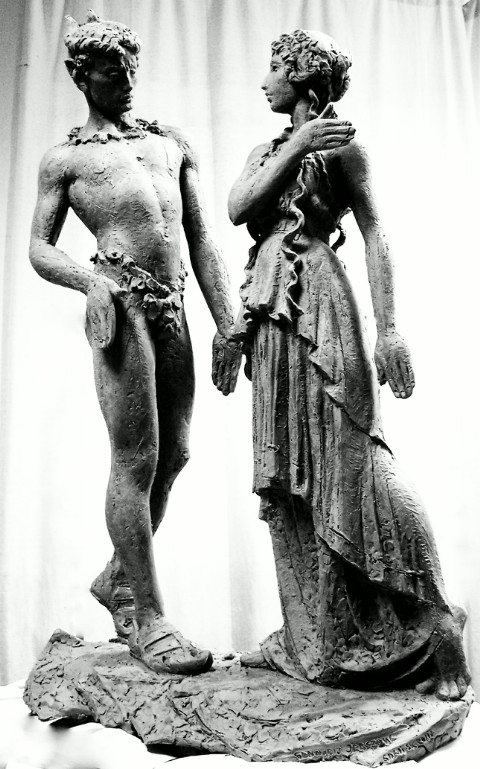
Rzeźba Wacława Niżyńskiego i Bronisławy Niżyńskiej Teatr Wielki w Warszawie

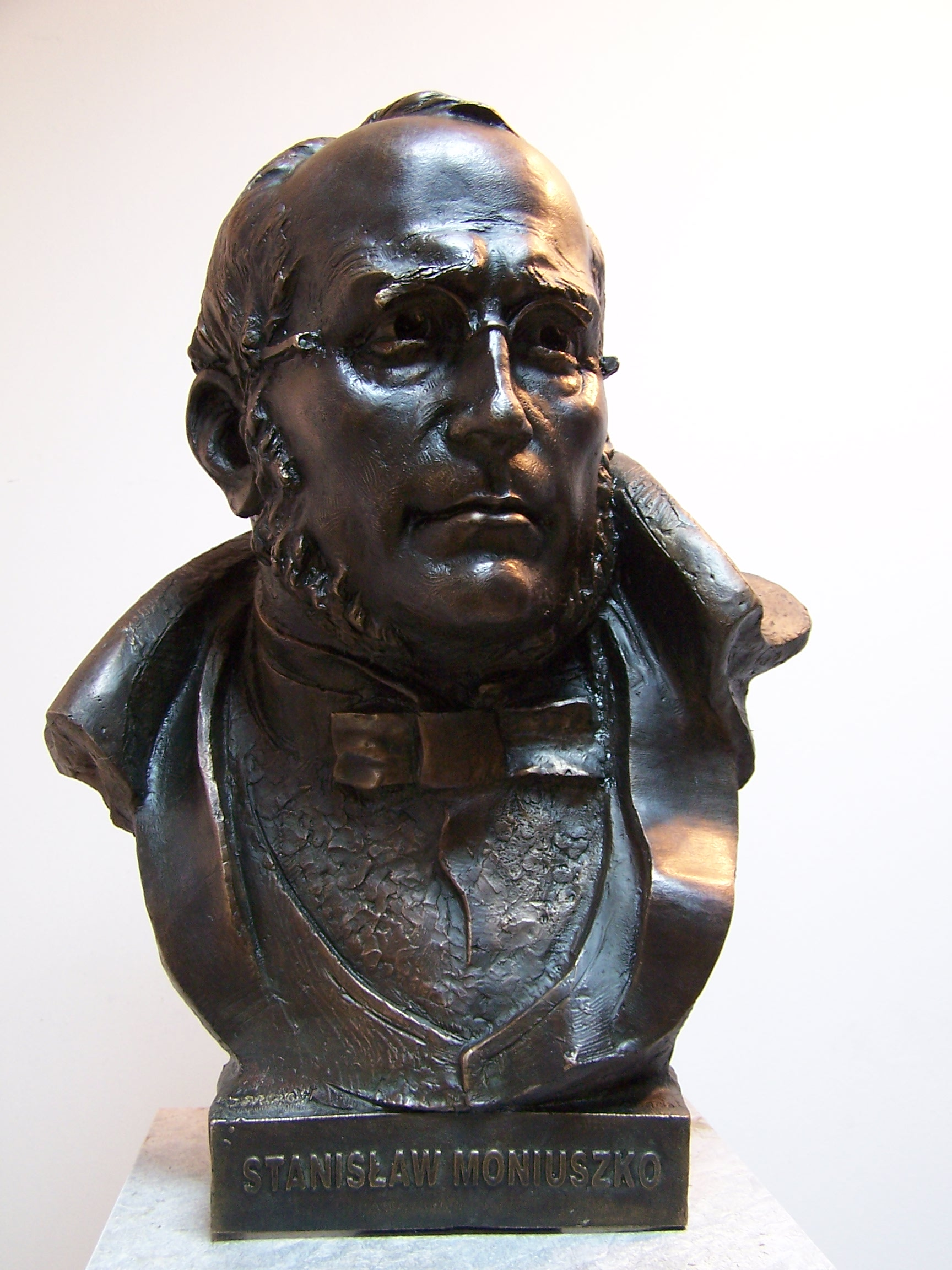
Stanisław Moniuszko, Akademia Muzyczna w Gdańsku

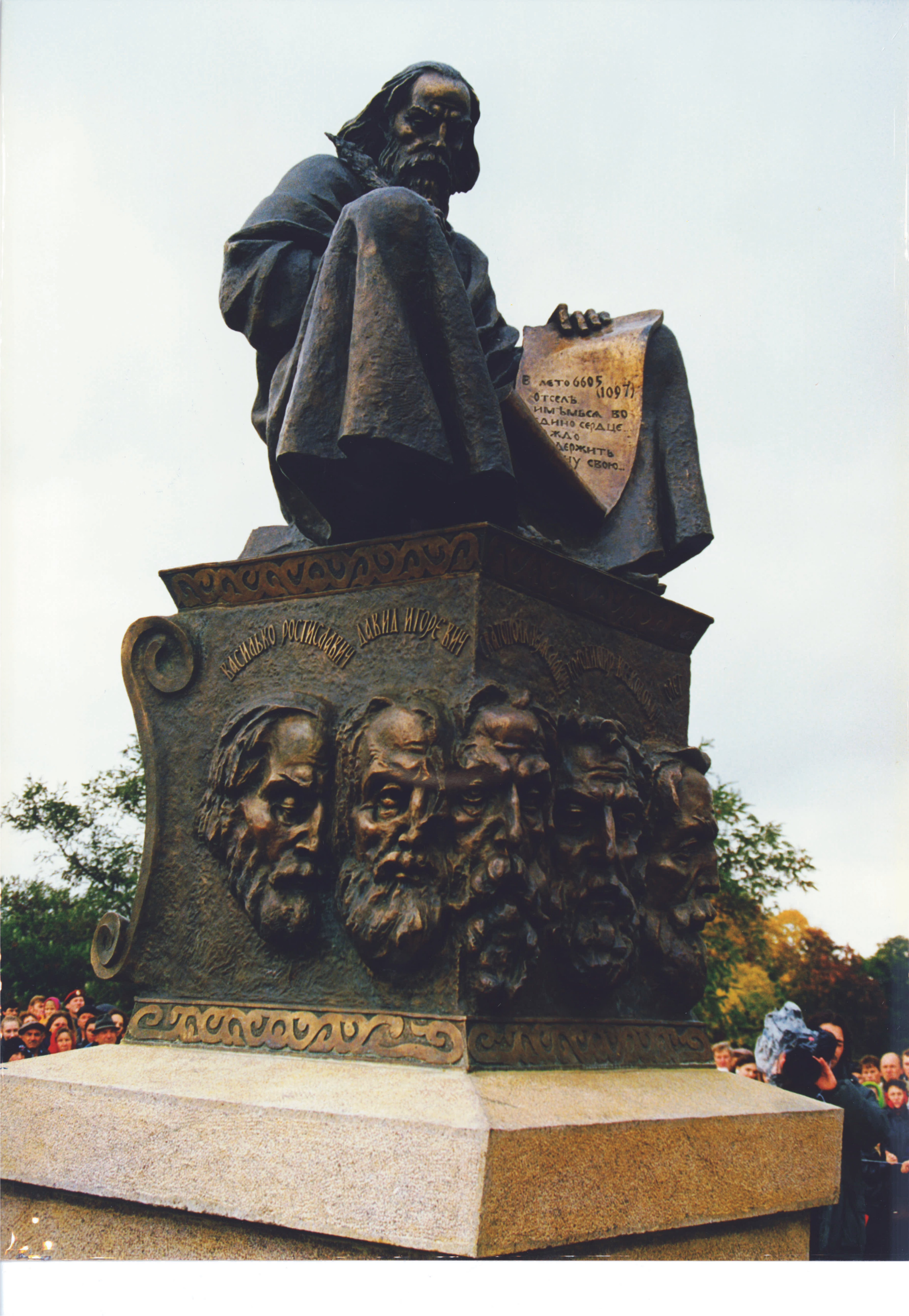
I zjazd książąt Rusi Kijowskiej, Lubecz

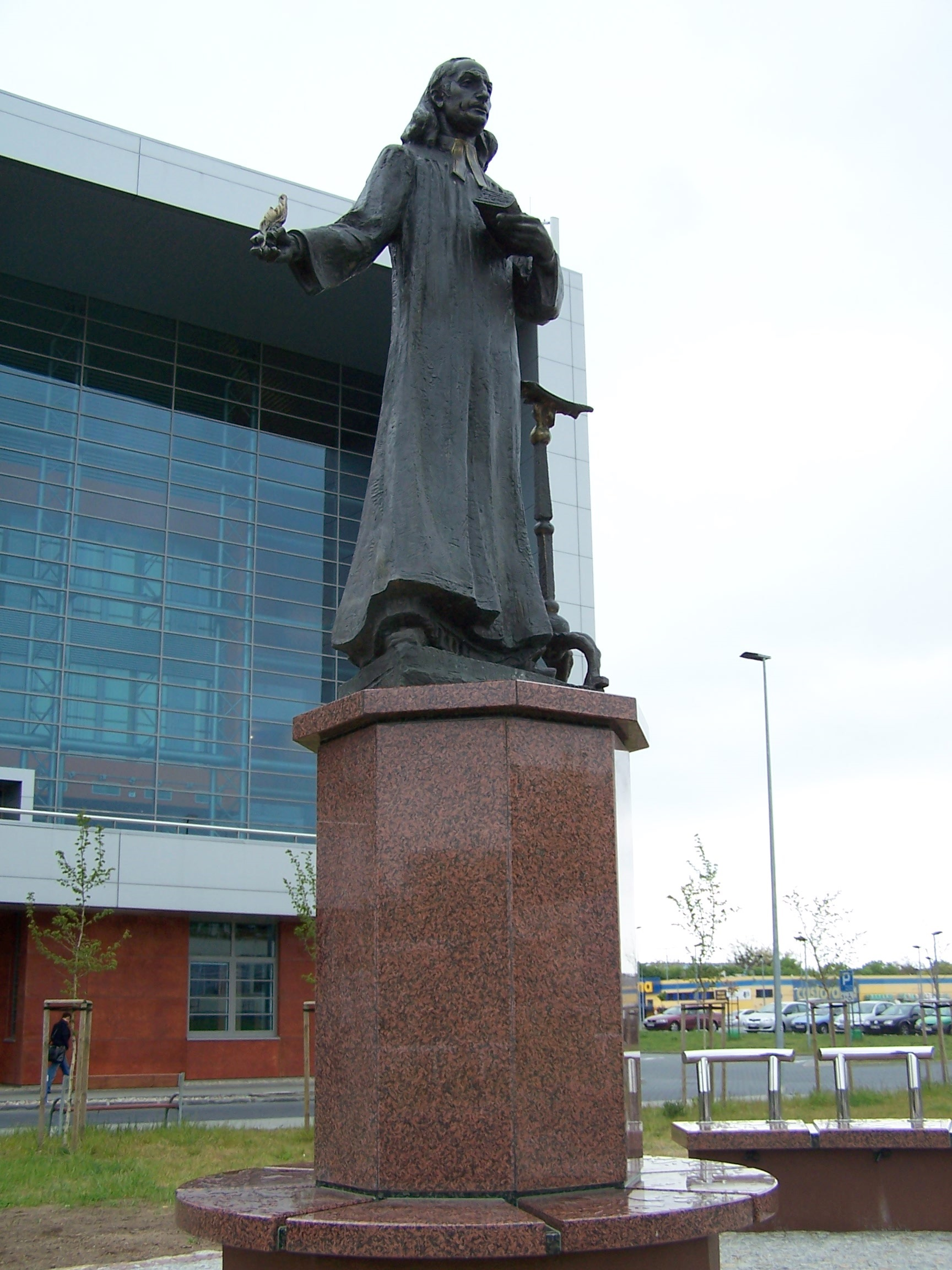
Pomnik K. C. Mrongowiusza w Gdańsku

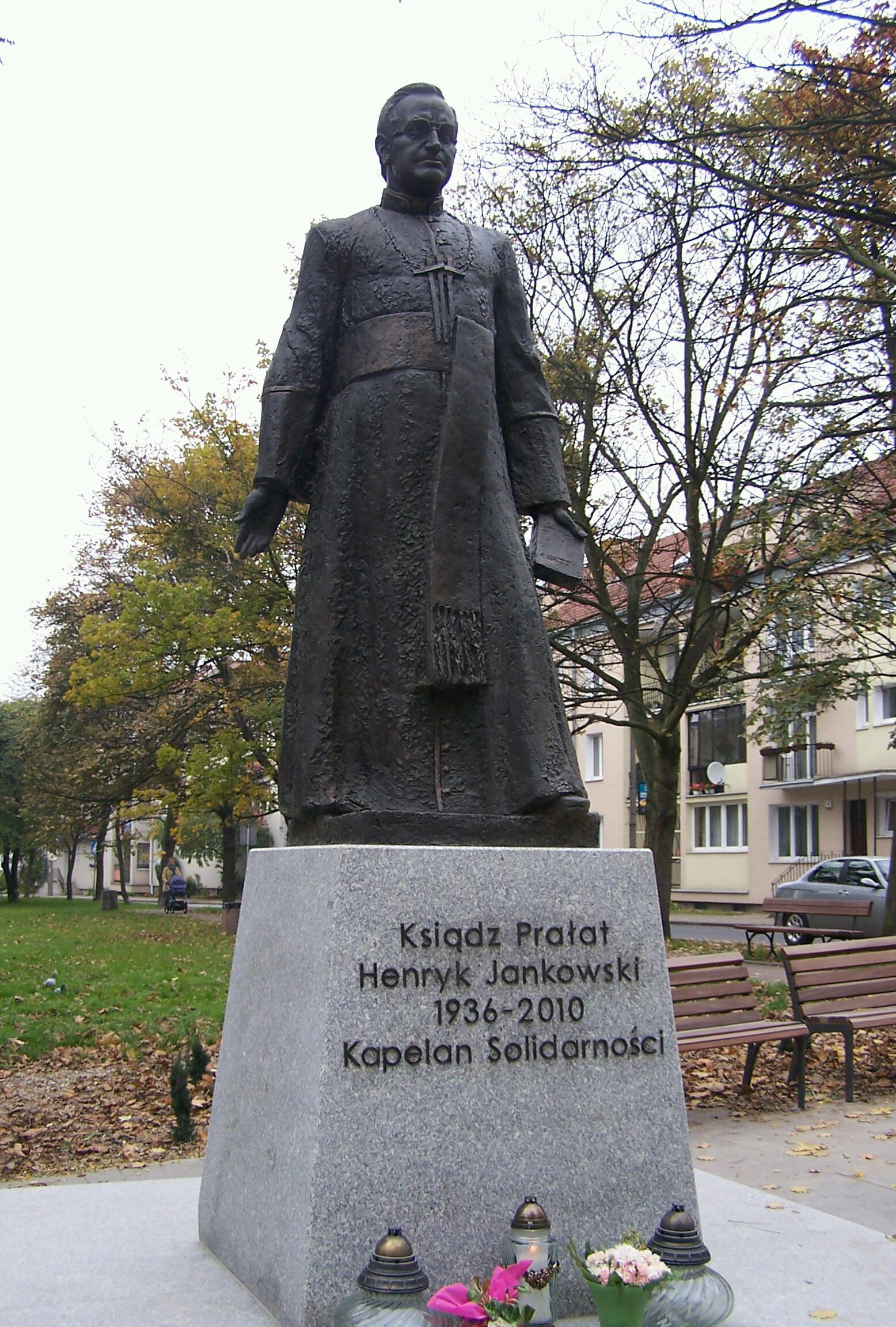
Pomnik Henryka Jankowskiego w Gdańsku

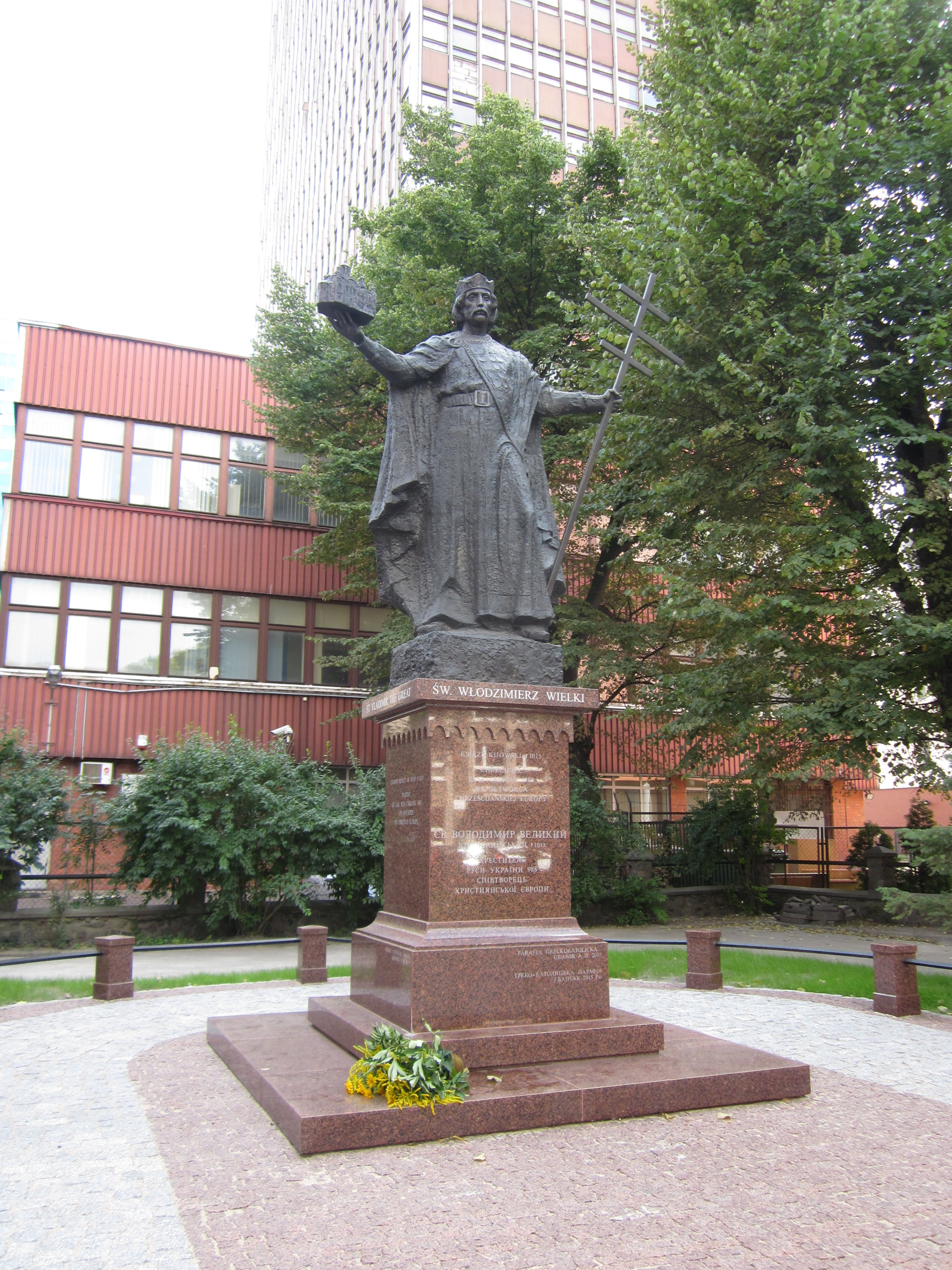
Pomnik świętego Włodzimierza w Gdańsku

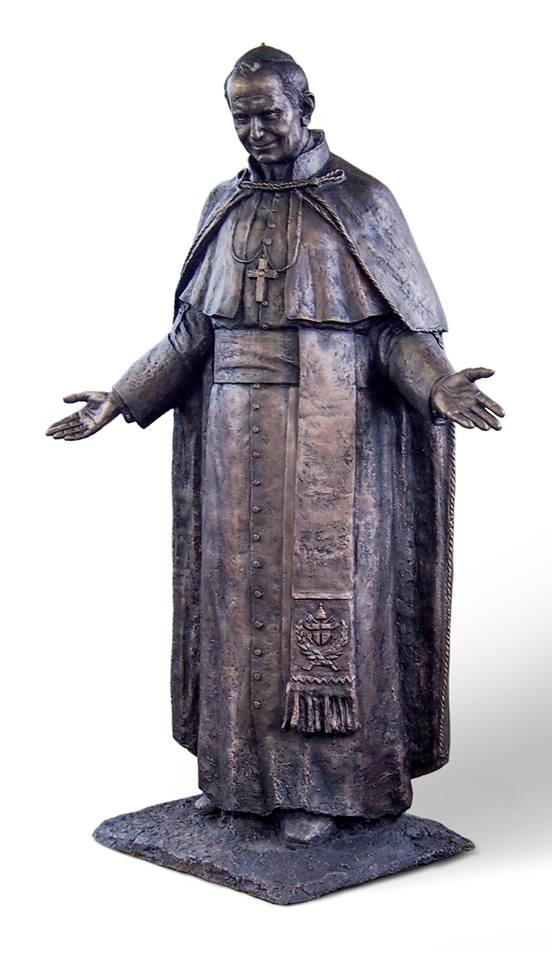
Pomnik Jana Pawła II Toruń

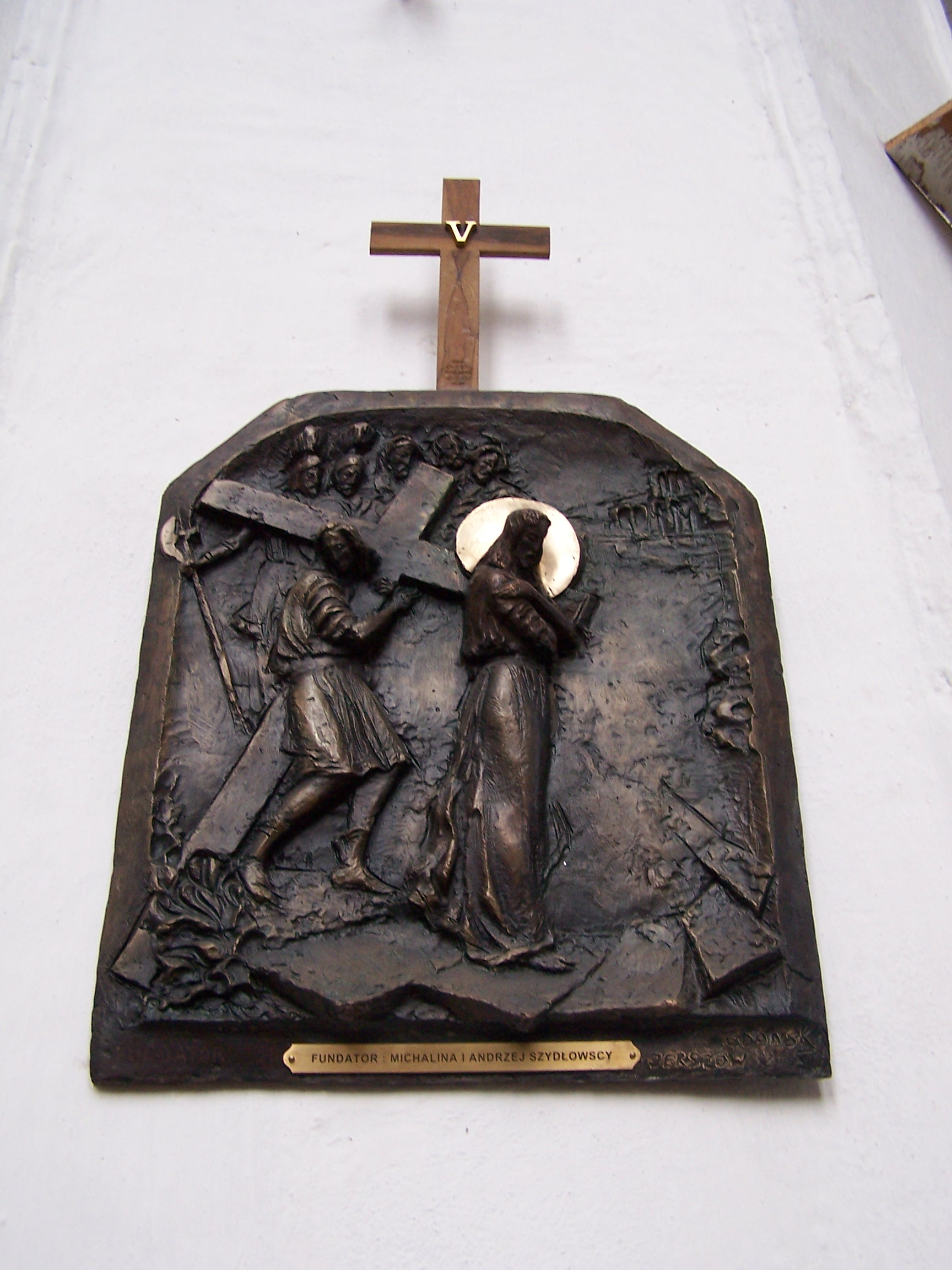
Stacje Drogi Krzyżowej, Bazylika Mariacka w Gdańsku

Urodził się jako starsze dziecko 12 lipca 1967 w Czernihowie w północnej Ukrainie, w polsko-ukraińskiej rodzinie Aleksieja i Walentyny. Pochodzi z rodziny ukraińskich lekarzy i rodziny twórczej w Polsce. Wychowany przez babcię Marię Wenzik ze strony ojca Aleksieja oraz babcię Genowefą Wieliczko z domu Culpa, ciotkę znanej polskiej aktorki Haliny Łabonarskiej, urodzonej w Gdańsku. Jako repatriant uzyskał obywatelstwo polskie i wraz z rodziną przeprowadził się w 2000 roku do Polski, mieszka w Gdańsku od 2001 roku. Ukończył Bazowe Liceum Medyczne (1982–1986) w Czernihowie. Zdobywszy dyplom felczera, pracował jakiś czas w szpitalu.
Pracując w wyuczonym zawodzie, zaczął karierę artystyczną, zdobywając prestiżową nagrodę przyznawaną w Związku Radzieckim „Mały medal laureata” w ogólnozwiązkowym konkursie dla artystów amatorów 1985 roku. W latach 1986–1988 trafił do pracowni rzeźby Georgija Husida w Kijowie, gdzie zajmował się rzeźbą i rysunkiem, przygotowując się do egzaminów w ASP. W latach 1988–1991 studiował w Lwowskiej Państwowej Wyższej Szkole Sztuki Dekoracyjnej i Stosowanej u prof. Emanuila Myśko na fakultecie architekturo-dekoracyjnej plastyki (wydział rzeźby monumentalnej). W latach 1991–1995 studiował na Wydziale Rzeźby w Ukraińskiej Akademii Sztuk Pięknych w pracowni profesorów Wasyla Borodaja i Walerego Szwecowa. Po ukończeniu studiów w 1995 uzyskał dyplom (odpowiednik magistra). Jest członkiem Narodowego Związku Artystów Ukrainy (1995) oraz Związku Polskich Artystów Plastyków. Należy do zarządu cechu rzemiosł w Pomorskiej Izbie Rzemieślniczej oraz do Stowarzyszenia „Nasz Gdańsk” założonego przez doktora Andrzeja Januszajtisa.
W latach 1996–1999 odbywał staż asystencki i studia doktoranckie w Ukraińskiej Akademii Sztuk Pięknych Architektury w Kijowie. W latach 2000–2001 pracował jako wykładowca na Uniwersytecie Pedagogicznym im. Szewczenki w Czernihowie oraz w Zespole Szkół Plastycznych w Gdyni w 2003/2004. Właściciel prywatnej firmy  „GaleriaFART” (Ukraina) zajmującej się budową pomników. Od 1996 prowadzi własną Galerię Sztuki. W 2014 założył razem z dziećmi „Fundację Atelier Jerszow” która promuje innych artystów, tworząc most kulturowy pomiędzy Polską a Ukrainą.
Zajmuje się sztuką portretową, sakralną i monumentalną. Debiutował na Ukrainie Pomnikiem Ofiar Tragedii w Czarnobylu, stworzył pierwszy pomnik na Ukrainie Iwana Mazepy oraz pomnik Pierwszego Zjazdu Książąt Rusi Kijowskiej (Lubecz). Stworzył stacje drogi krzyżowej dla Bazyliki Mariackiej w Gdańsku, pomnik Jana Pawła II w Toruniu (dla Radia Maryja), pomnik Mrongowiusza oraz Św. Włodzimierza Wielkiego w Gdańsku oraz wiele innych dzieł. Stworzył rzeźbiarskie portrety znanych osób – Lecha Wałęsy, patriarchy Ukrainy Filareta, prof. Andrzeja Ceynowy. Jest autorem rzeźby Wacława Niżyńskiego i Bronisławy Niżyńskiej wykonanej na specjalne zamówienie Teatru Wielkiego Opery Narodowej w Warszawie.

## Wybrane wystawy
- 1994 – w Soborze Świętych Borysa i Gleba w Czernihowie.
- 1996 – w Centralnym Pałacu Kultury, Sławutycz.
- 1997 – w Domu Związku Artystów Plastyków Ukrainy, Kijów.
- 1998 – w Muzeum Historii Bukaresztu (Muzeul de Istorie și Artă al Municipiului București), Bukareszt.
- 1998 – w Domu Ukraińskim, w ramach Festiwalu Sztuki, Kijów.
- 1998 – w Narodowym Banku Ukrainy, Kijów.
- 1998 – w Narodowym Pałacu „Ukraina”, Kijów.
- 2004 – w Zespole Szkół Plastycznych w Gdyni.
- 2004 – w Muzeum Historycznym Miasta Gdańska.
- 2005 – w Nadbałtyckim Centrum Kultury w Gdańsku.
- 2005 – w kościele św. Stanisława Kostki w Gdańsku.
- 2005 – w Muzeum Diecezjalnym w Pelplinie.
- 2014 – w Soborze Świętych Borysa i Gleba w Czernihowie.
- 2017 – w Związku Polskich Artystów Plastyków, Gdańsk.

## Ważniejsze prace
- 1996 – pomnik „ Pamięci Czarnobyla”, Czernihów.
- 1996 – pomnik „Święty książę Michał i jego bojarzyn Feodor” kościół św. Michała i Feodora, Czernihów.
- 1997 – pomnik „Pisarz” w 900-lecie pierwszego Zjazdu Książąt Rusi Kijowskiej, Lubecz.
- 1998 – popiersie Tarasa Szewczenki, (park Herastrau) Bukareszt.
- 2002 – figura św. ap. Judy Tadeusza Gdańsk Hospicjum Pallottinum.
- 2002 – płaskorzeźba „Archanioł Rafał i Tobiasz” Gdańsk, Hospicjum Pallottinum.
- 2003 – tablica Eugeniusza Dutkiewicza, na fasadzie budynku Hospicjum im. Ks. Eugeniusza Dutkiewicza SAC.
- 2004 – tablica Juliana Rummla, na budynku Dowództwa Marynarki Wojennej w Gdyni.
- 2005 – Grand Prix „WOJCIECH”. Dla Ogólnopolskiego Konkursu Baletowego im. Wojciecha Wiesiołłowskiego. Statuetki przyznawane jako Grand Prix dla artystycznej indywidualności oraz laureatom pierwszych miejsc w poszczególnych kategoriach, Gdańsk[3].
- 2005 – tablica Janiny Jarzynówny-Sobczak, Szkoła Baletowa, Gdańsk[4].
- 2005 – trzecia nagroda w konkursie na pomnik Jana Heweliusza w Gdańsku.
- 2006 – stacje Drogi Krzyżowej, bazylika Mariacka, Gdańsk[5].
- 2006 – popiersie „Taras Szewczenko” plac Uniwersytetu w Czernihowie.
- 2007 – popiersie „Stanisław Moniuszko”. Akademia Muzyczna w Gdańsku.
- 2007 – popiersie „Fryderyk Chopin”. Polska Filharmonia Bałtycka, Gdańsk.
- 2008 – stacje Drogi Krzyżowej, kościół św. Antoniego w Toruniu[6].
- 2008 – pomnik „Petro Prokopowycz 1775-1850 r.” koło Baturyna, Ukraina.
- 2008 – pomnik Mrongowiusza, Uniwersytet Gdański[7].
- 2009 – pomnik hetman Iwana Mazepy (brąz, marmur), Czernihów.
- 2009 – krzyż dla ofiar Wielkiego Głodu na Ukrainie (brąz, granit), Warszawa.
- 2009 – fontanna „Róże” (brąz, granit), Tarnobrzeg[8].
- 2009 – pomnik Hieronima Dekutowskiego w Tarnobrzegu[9].
- 2010 – stacje Drogi Krzyżowej, brąz, drewno. Kościół pw. Podwyższenia Krzyża Świętego w Gdańsku na starym Chełmie.
- 2010 – pomnik „Jeden drugiego brzemiona noście” upamiętniający mszę św. z udziałem Jana Pawła II na Zaspie 12 czerwca 1987 roku, (park im. Jana Pawła II) (brąz, granit).
- 2011 – „Ukrzyżowanie” płaskorzeźba nad sarkofagiem ks. prałata Henryka Jankowskiego, bazylika św. Brygidy w Gdańsku.
- 2011 – dystynktorium kanonickie Kapituły Kolegiackiej Staroszkockiej. srebro, złoto, kamień.
- 2011 – „Antoni Pieczerski”. Lubecz.
- 2011 – rzeźba rodzeństwa tancerzy Bronisławy i Wacława Niżyńskich. Teatr Wielki w Warszawie[10].
- 2012 – pomnik ks. prałata Henryka Jankowskiego w Gdańsku[11].
- 2013 – pomnik Bł. Matki Wincenty, zgromadzenie Sióstr Benedyktynek Samarytanek Krzyża Chrystusowego koło Pelplina, Polska.
- 2013 – portret Prezydenta RP Lecha Wałęsy
- 2014 – portret Kena Hensleya brytyjskiego muzyka rockowego (Uriah Heep)
- 2014 – pomnik św. Jana Pawła II. Radio Maryja. Toruń, Polska.
- 2015 – pomnik św. Włodzimierza, postawiony w 1000-letnią rocznicę śmierci Św. Władcy – Chrzciciela Rusi Kijowskiej. Gdańsk, Polska[12].
- 2016 – pomnik Ofiarom Stanu Wojennego[13] (Antoniemu Browarczykowi) Gdańsk, Polska.
- 2017 – sarkofag Biskupów Pelplińskich, bazylika katedralna Wniebowzięcia Najświętszej Maryi Panny w Pelplinie, Polska.

## Nagrody i wyróżnienia
- Medal Honorowy JE Prymasa Józefa Glempa – „PRO OPERE POLITISSIMA ARTE PERFECTO”[14].
- Odznaka Honorowa „Złoty klejnot rodziny Mazepa”.

## Galeria

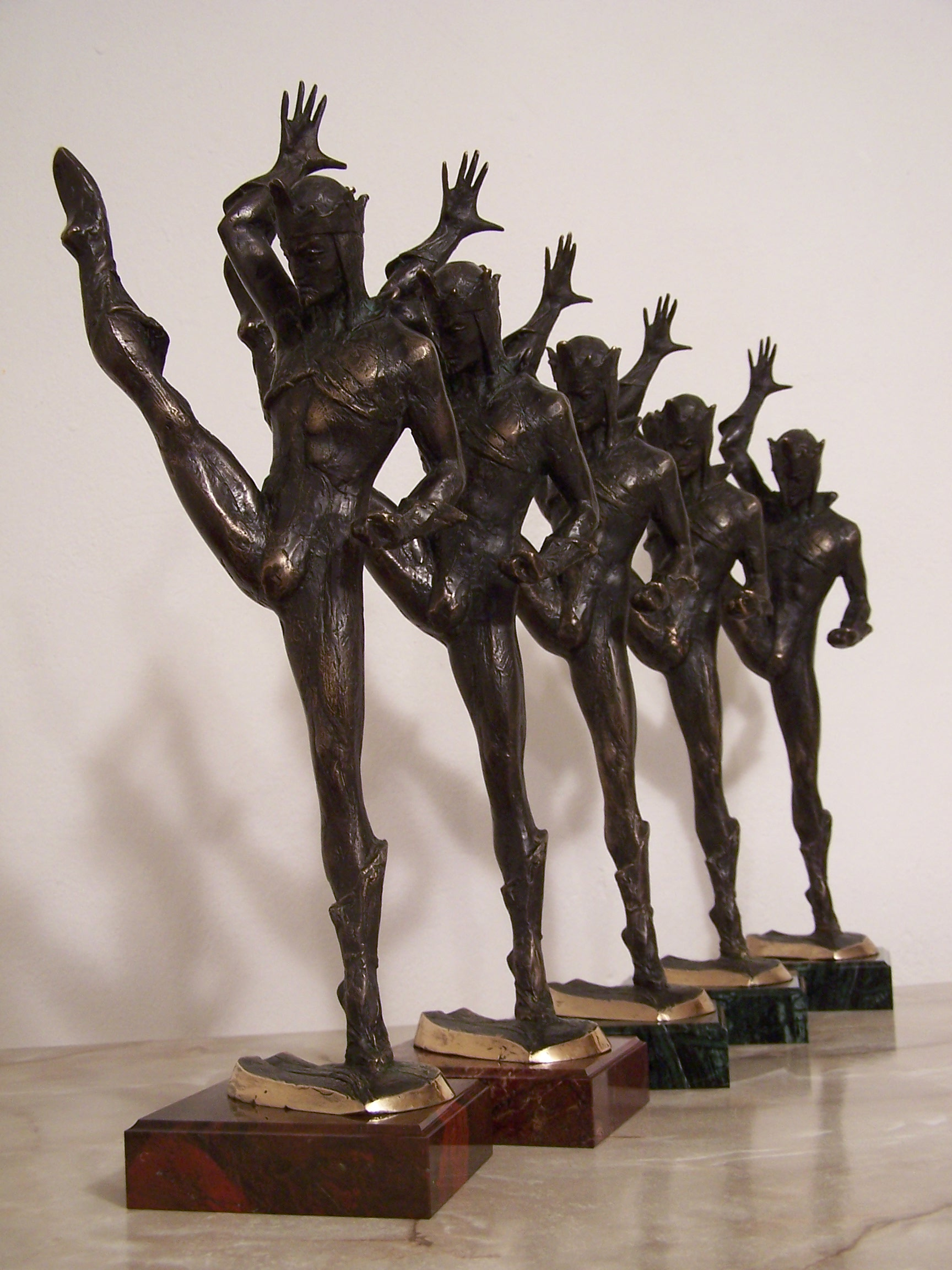
Grand Prix „Wojciech” Ogólnopolski konkurs tańca w Gdańsku
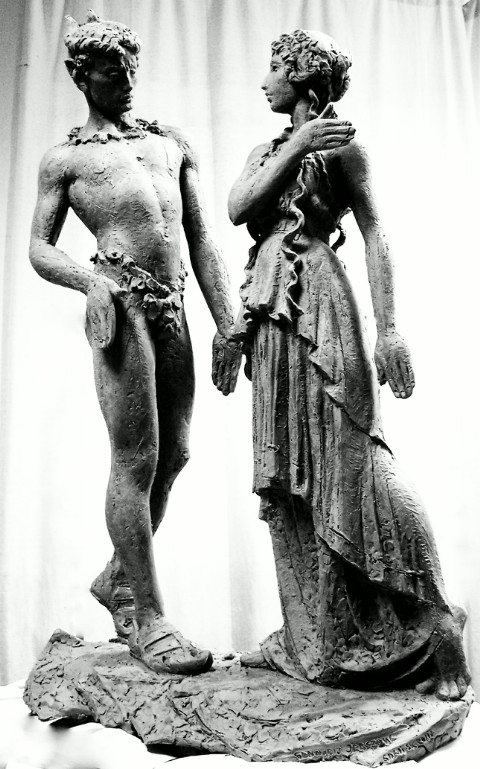
Bronisława i Wacław Niżyński Teatr Wielki w Warszawie
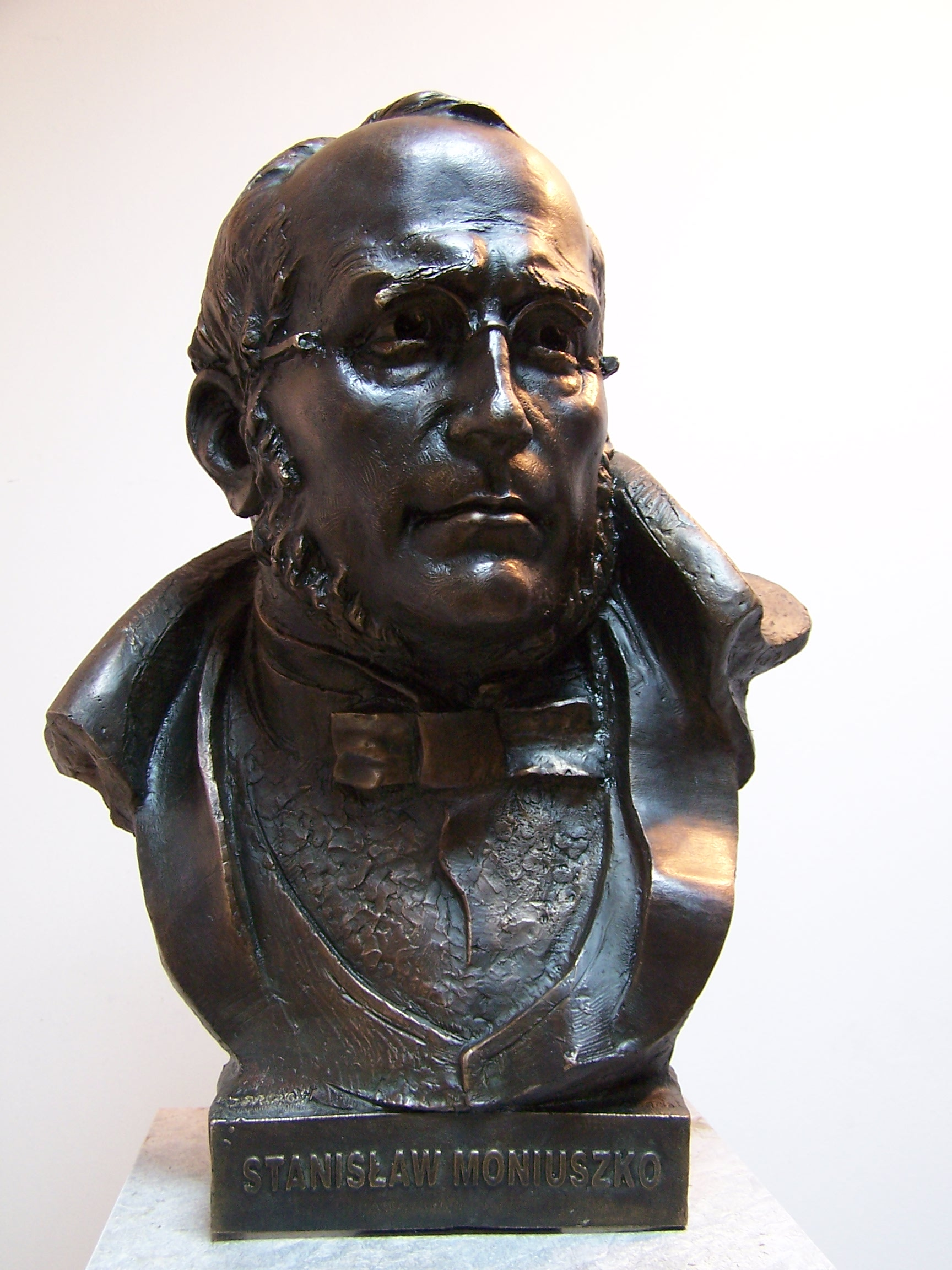
Stanisław Moniuszko, Akademia Muzyczna w Gdańsku
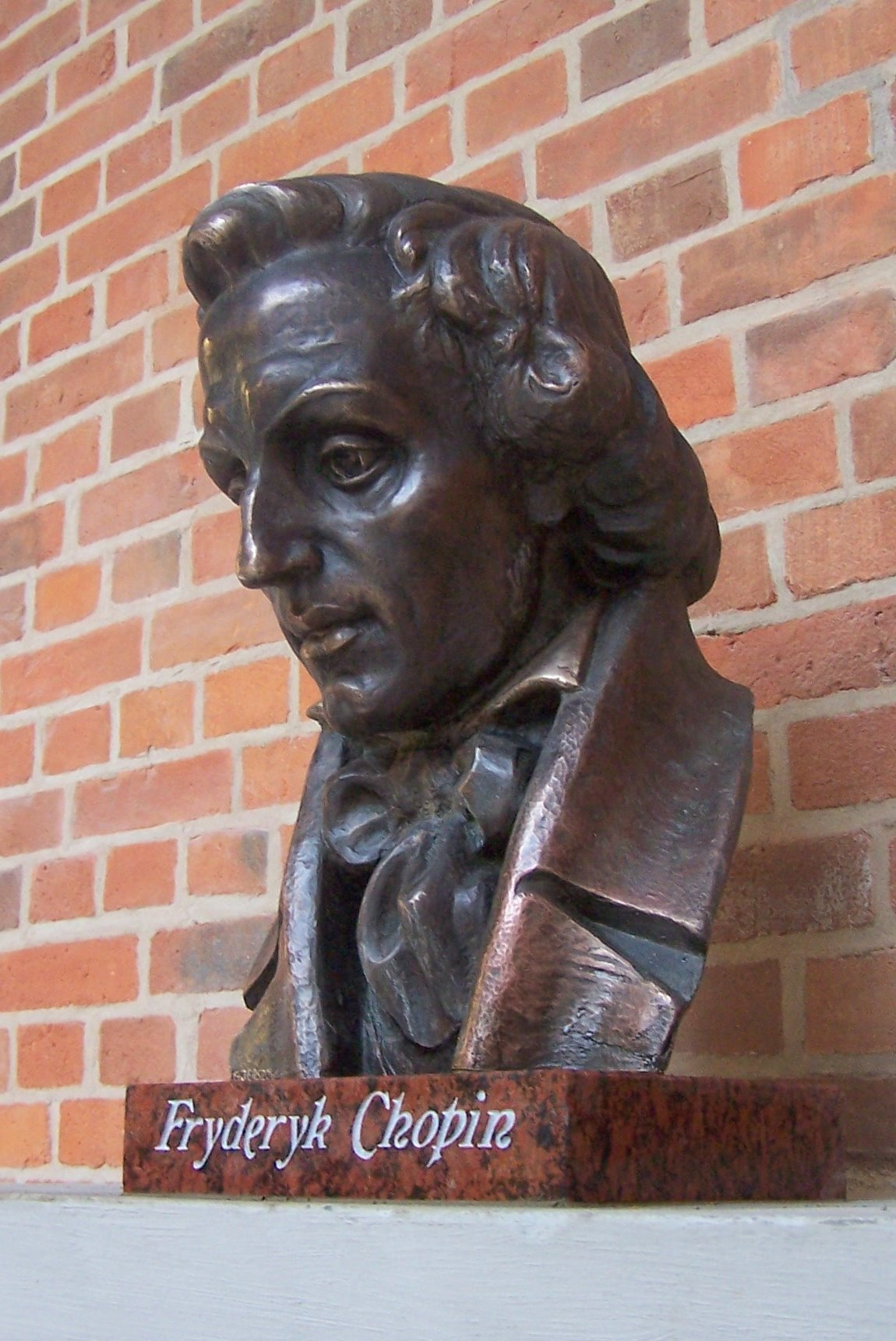
Fryderyk Chopin, Filharmonia Bałtycka
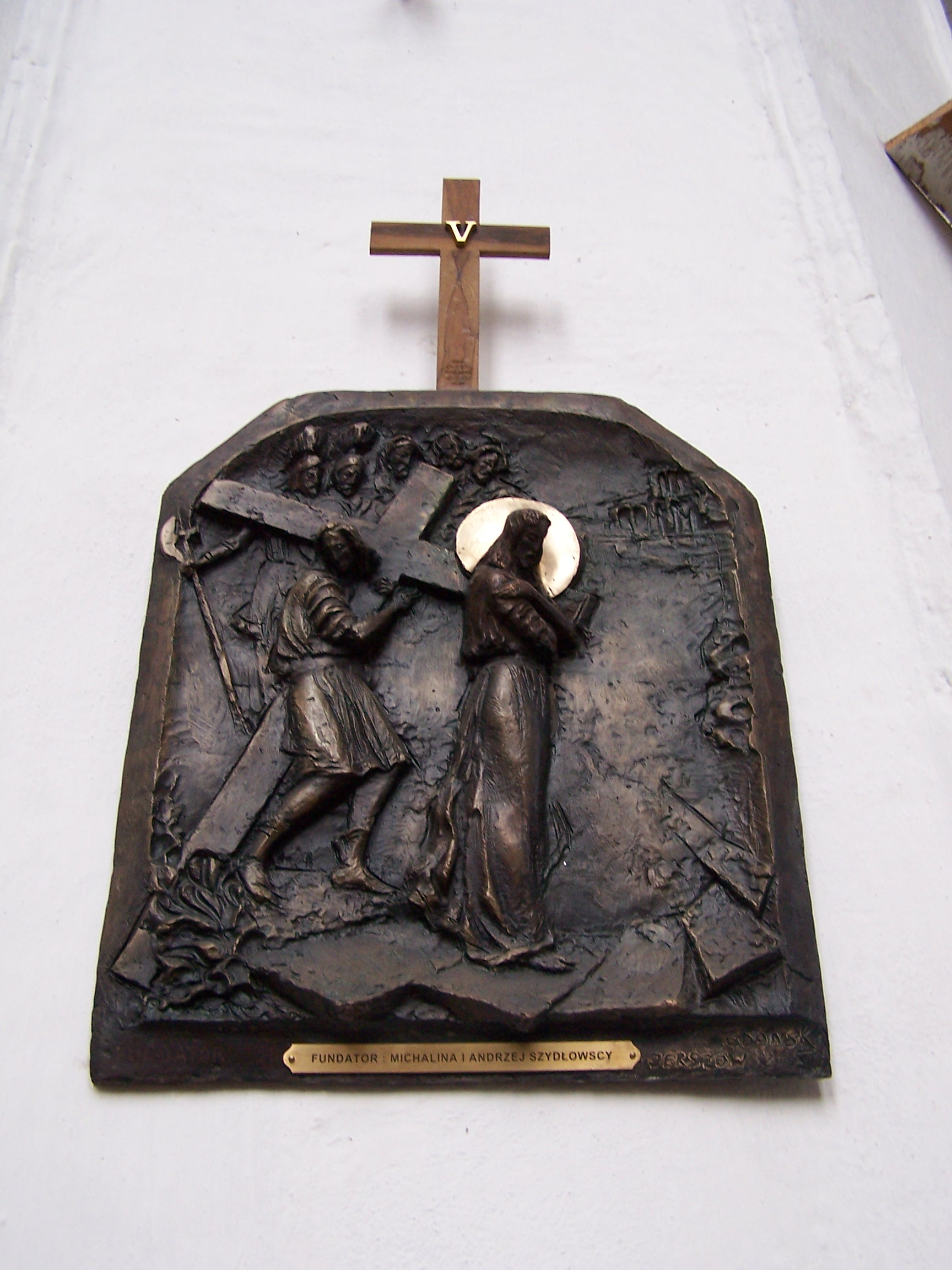
Stacje Drogi Krzyżowej, bazylika Mariacka w Gdańsku
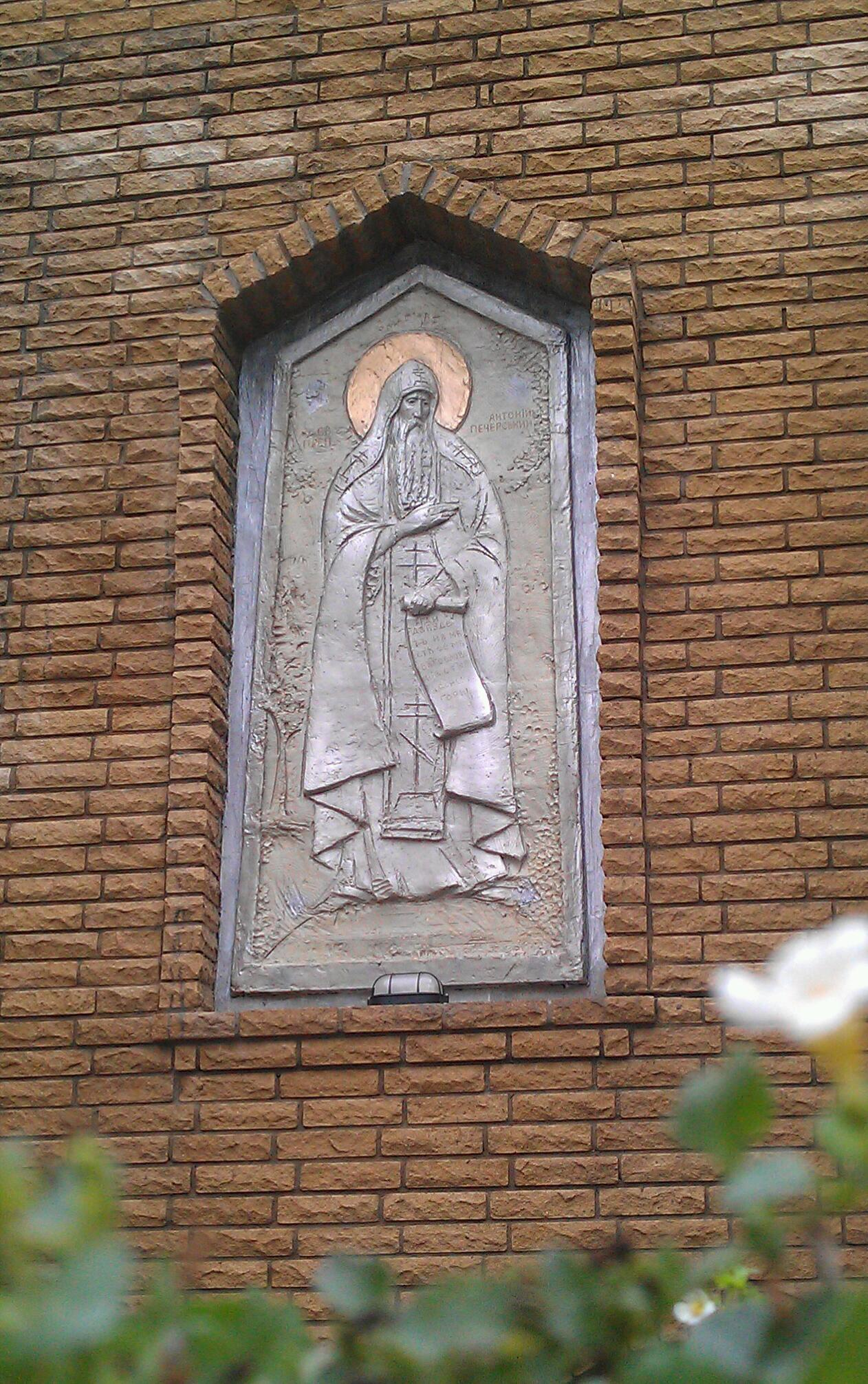
Św. Antoni, wejście do jaskini w Lubeczu
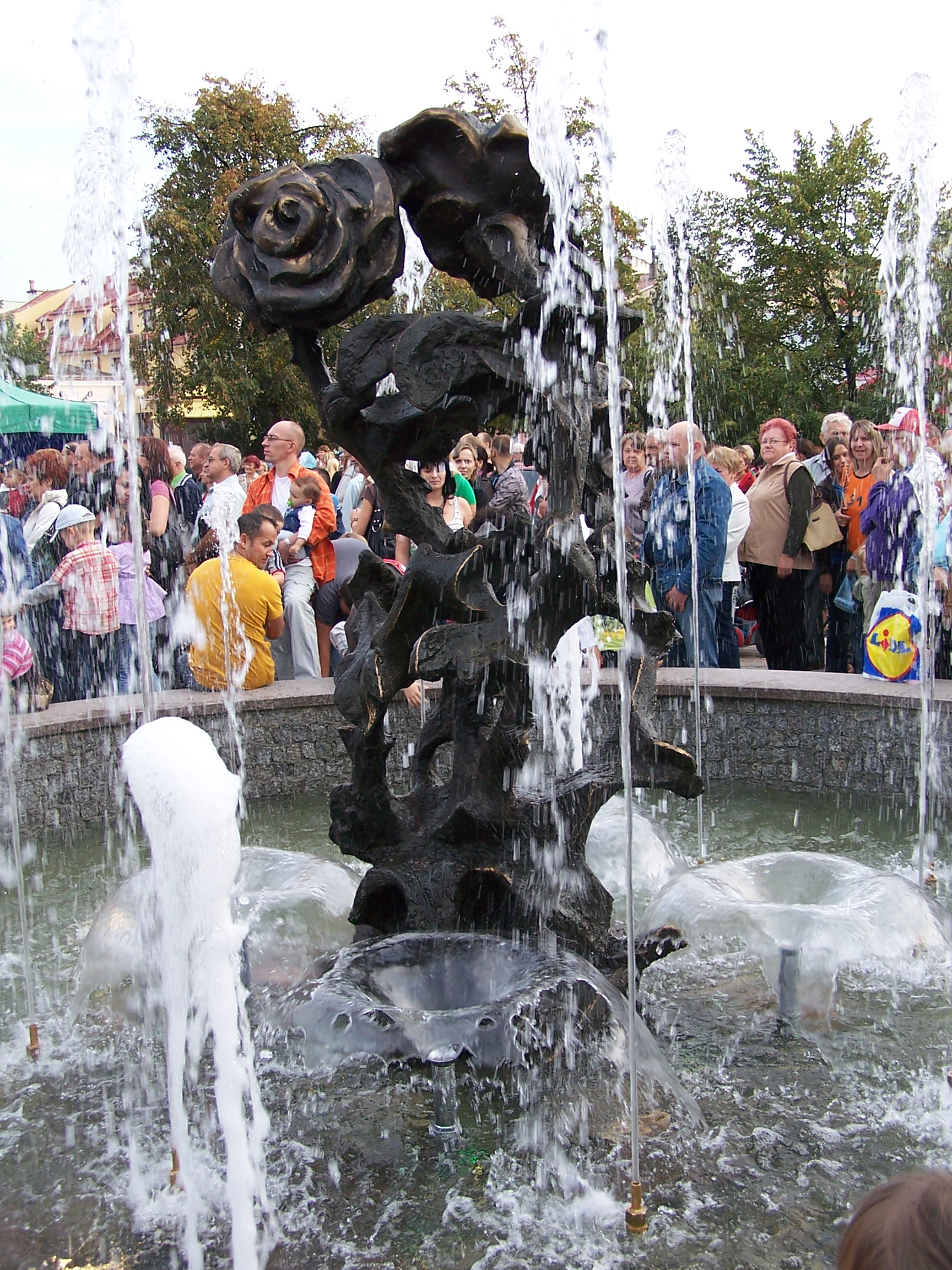
Fontanna Róże Tarnobrzeg
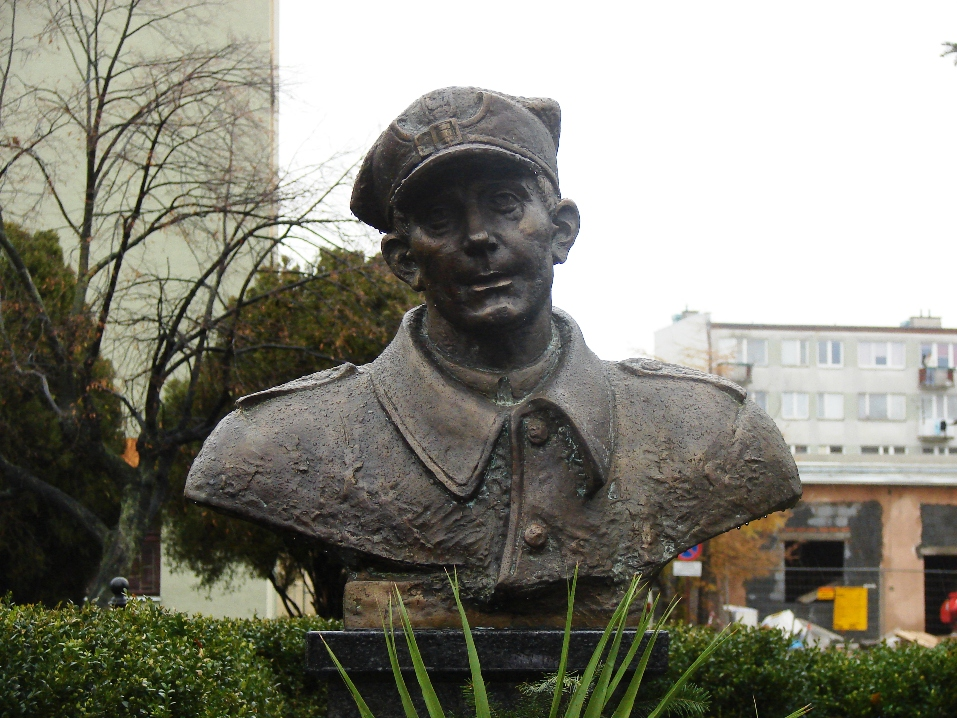
Pomnik Hieronim Dekutowski „Zapora” Tarnobrzeg
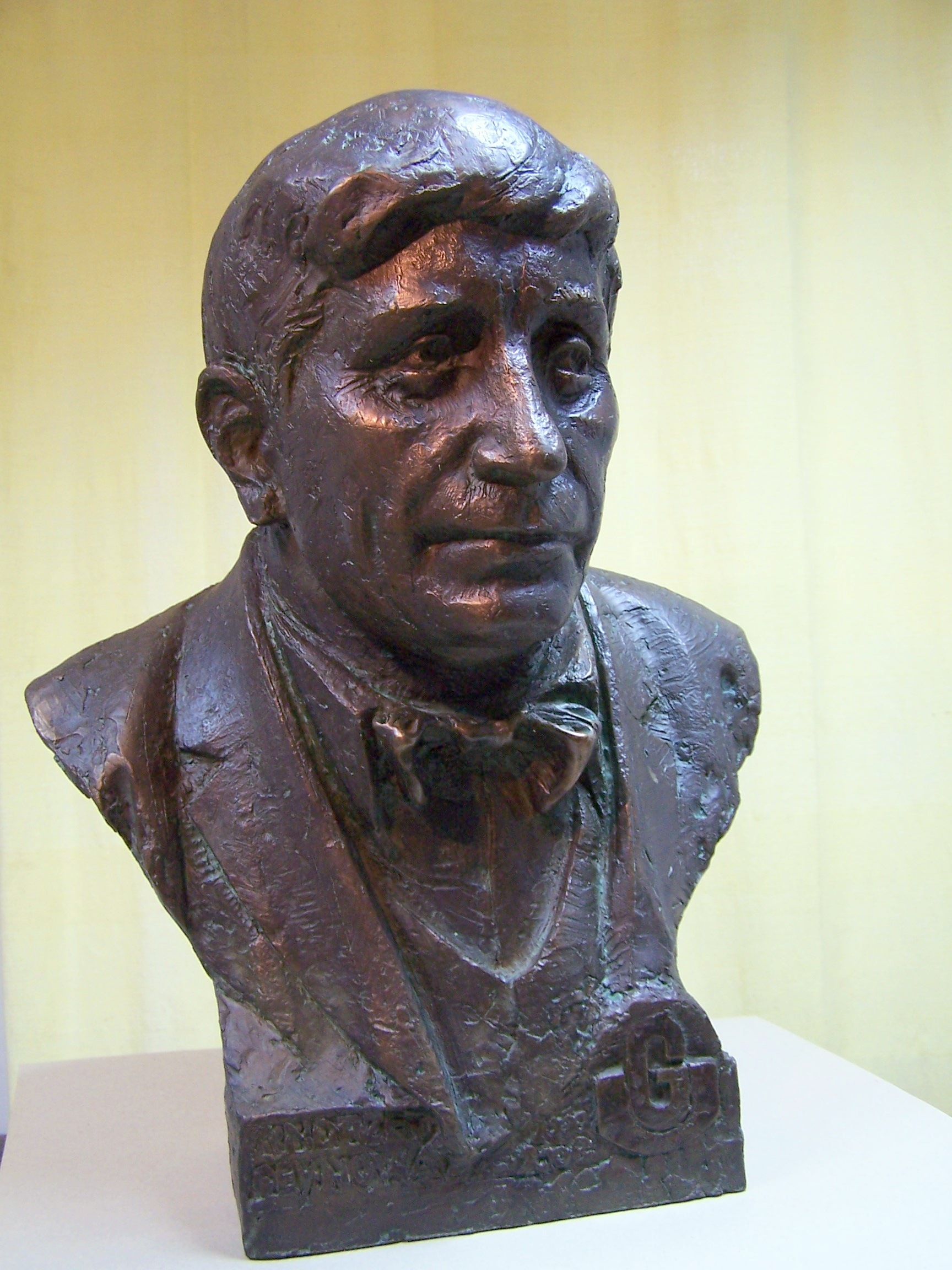
Andrzej Ceynowa - portret naukowca Gdańsk
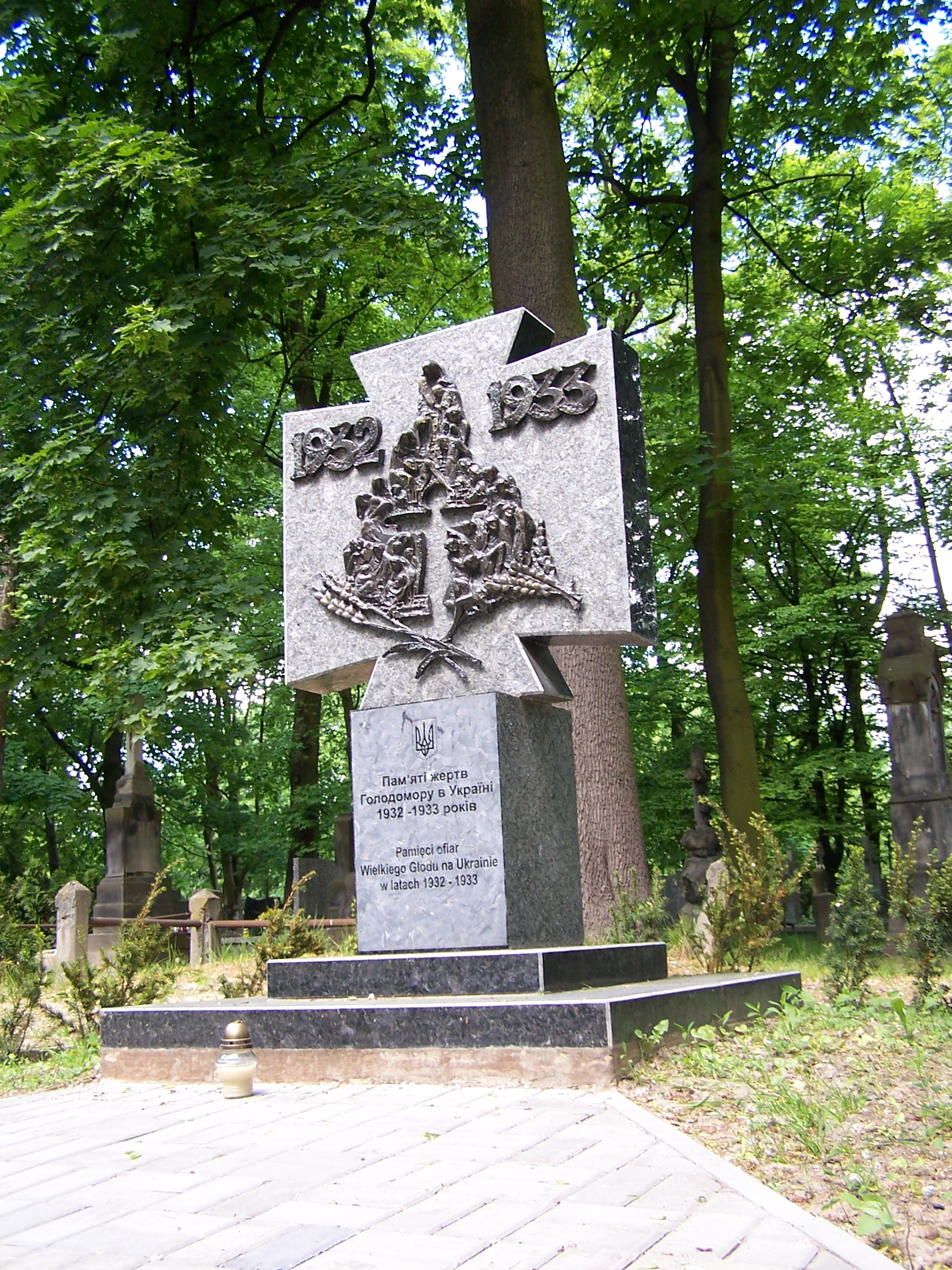
Pomnik Ofiar Głodu na Ukrainie w Warszawa Wola
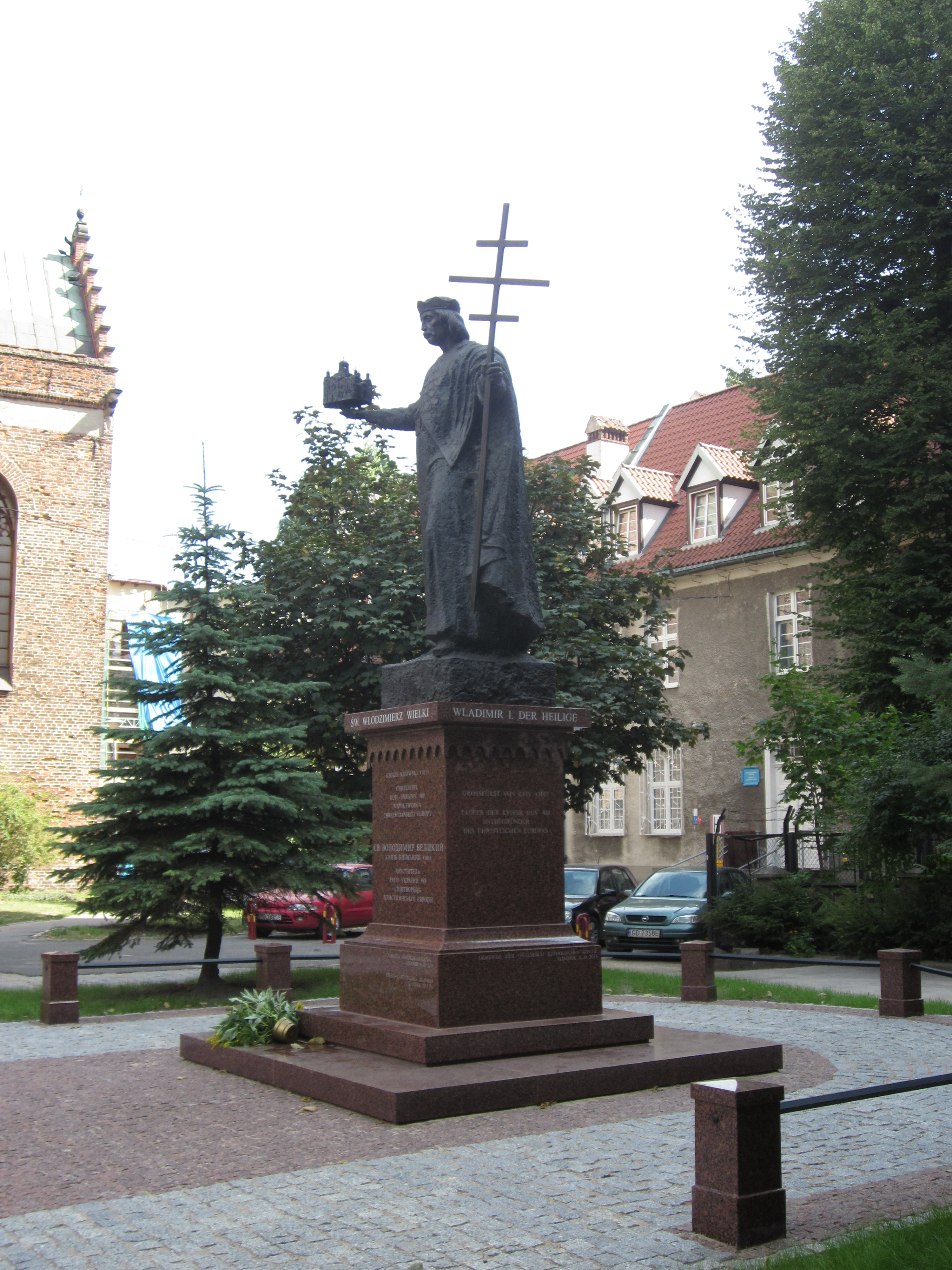
Pomnik świętego Włodzimierza w Gdańsku
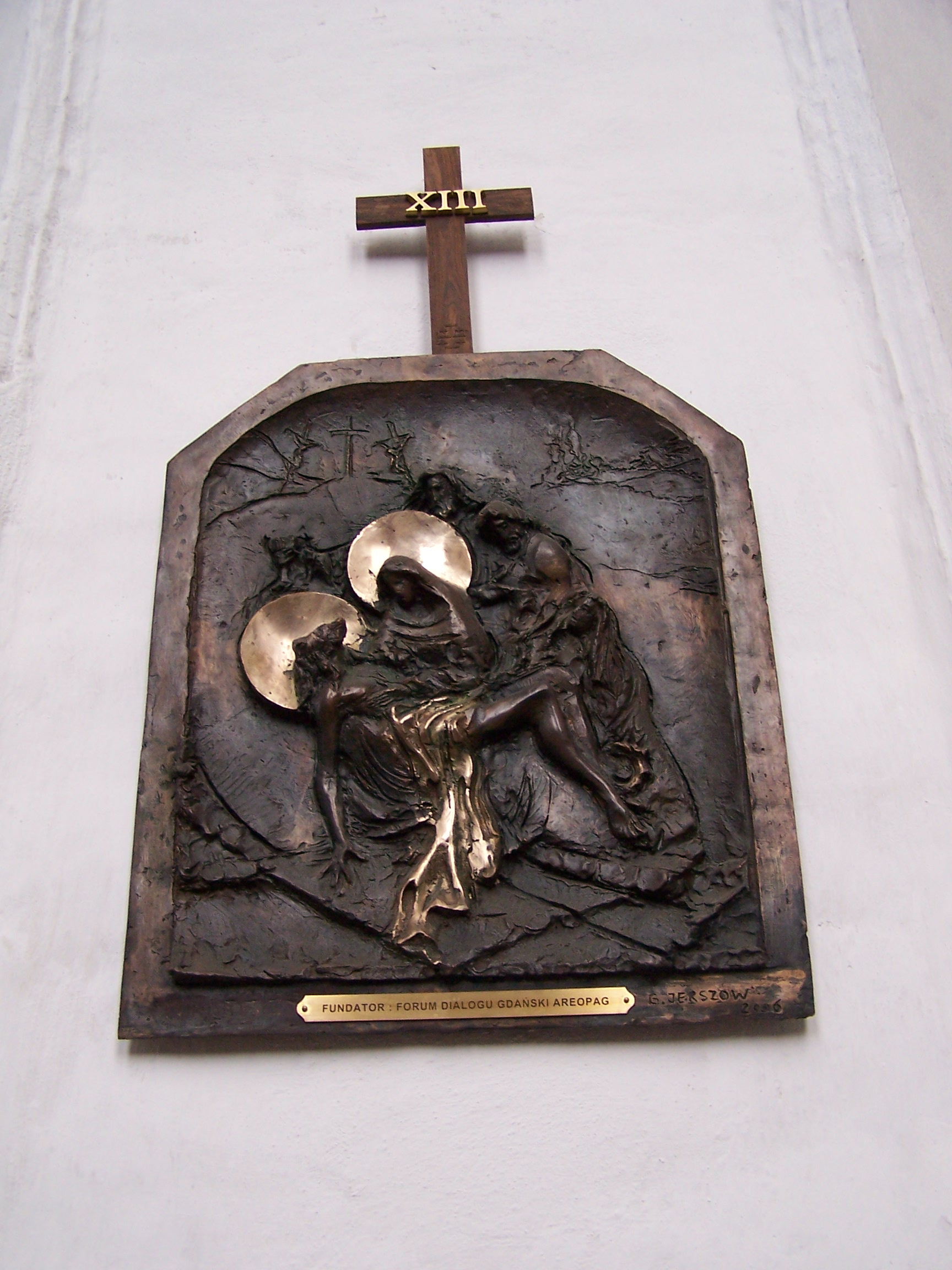
Stacje „Droga Krzyżowa", bazylika Mariacka w Gdańsku
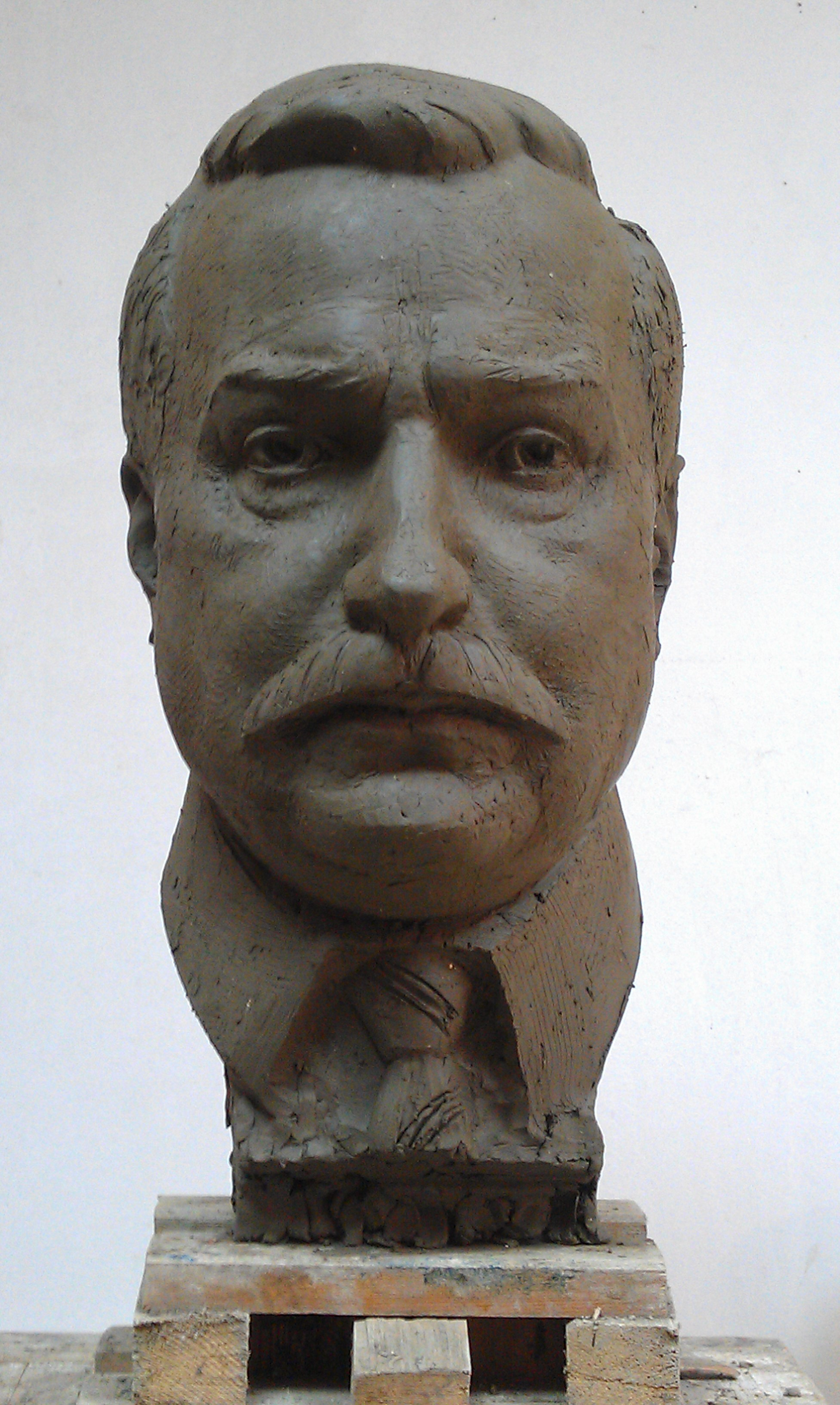
Portret prezydenta RP Lecha Wałęsy Gdańsk
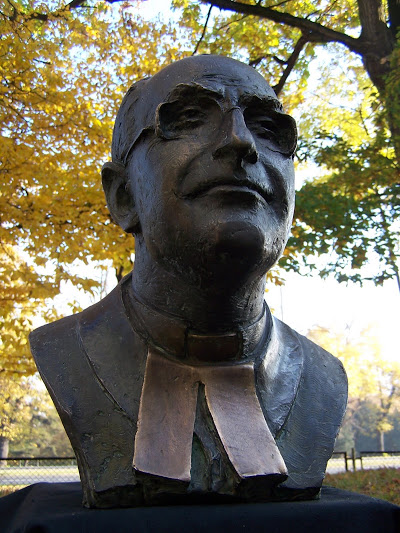
Roman Pawlas - portret pastora ewangelickiego Tomaszów Mazowiecki
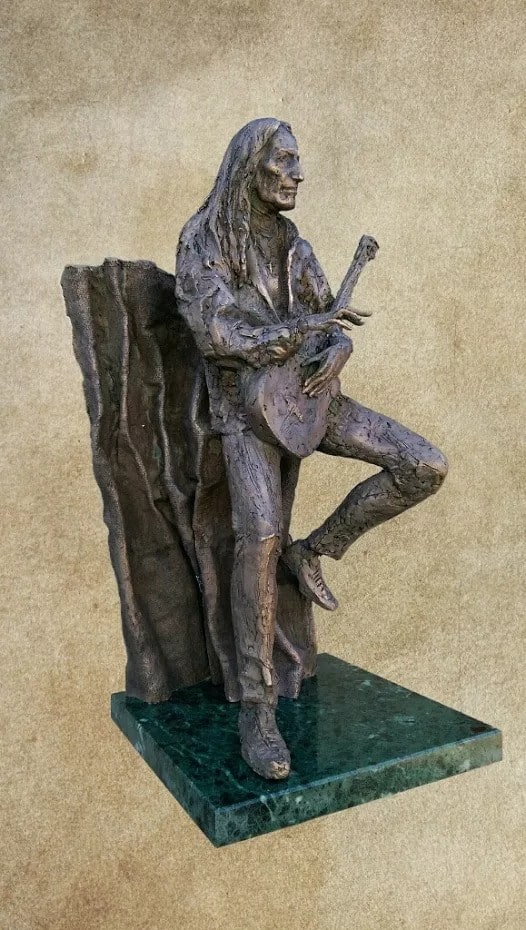
Ken Hensley Alicante
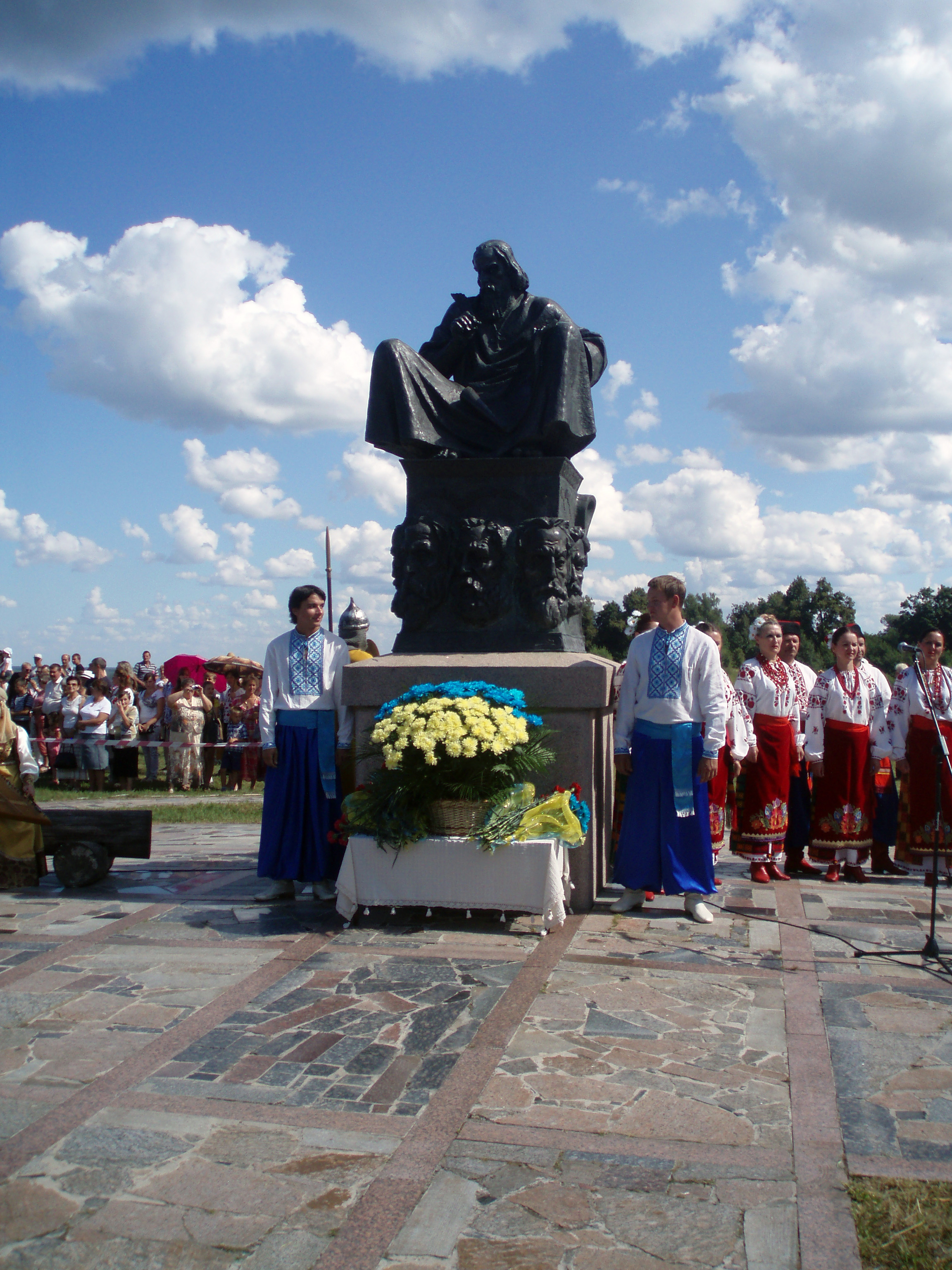
Pomnik pierwszego zjazdu książąt Rusi Kijowskie Lubecz
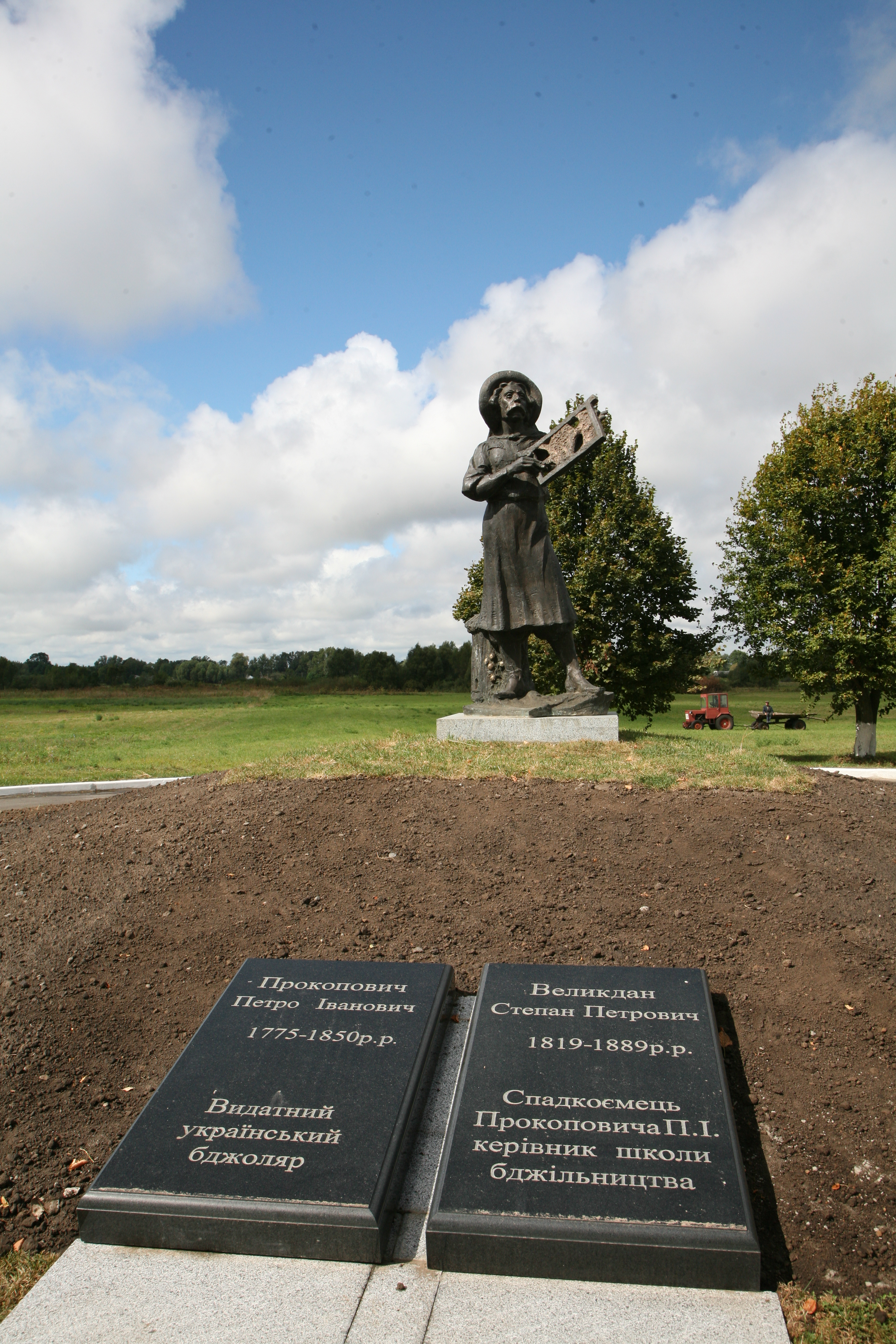
Petro Prokopowycz, Baturyn
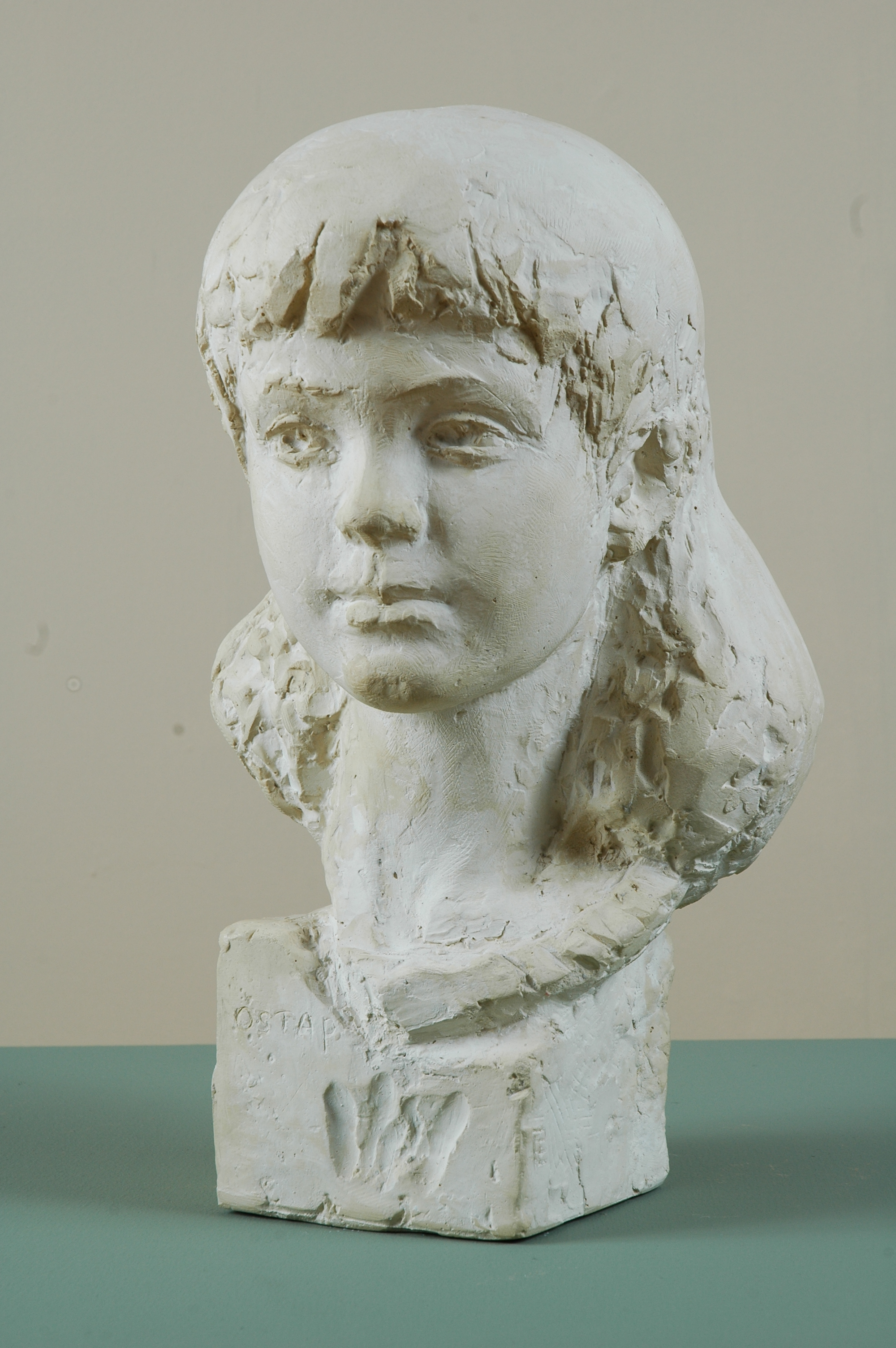
Eustafij Jerszow - portret syna
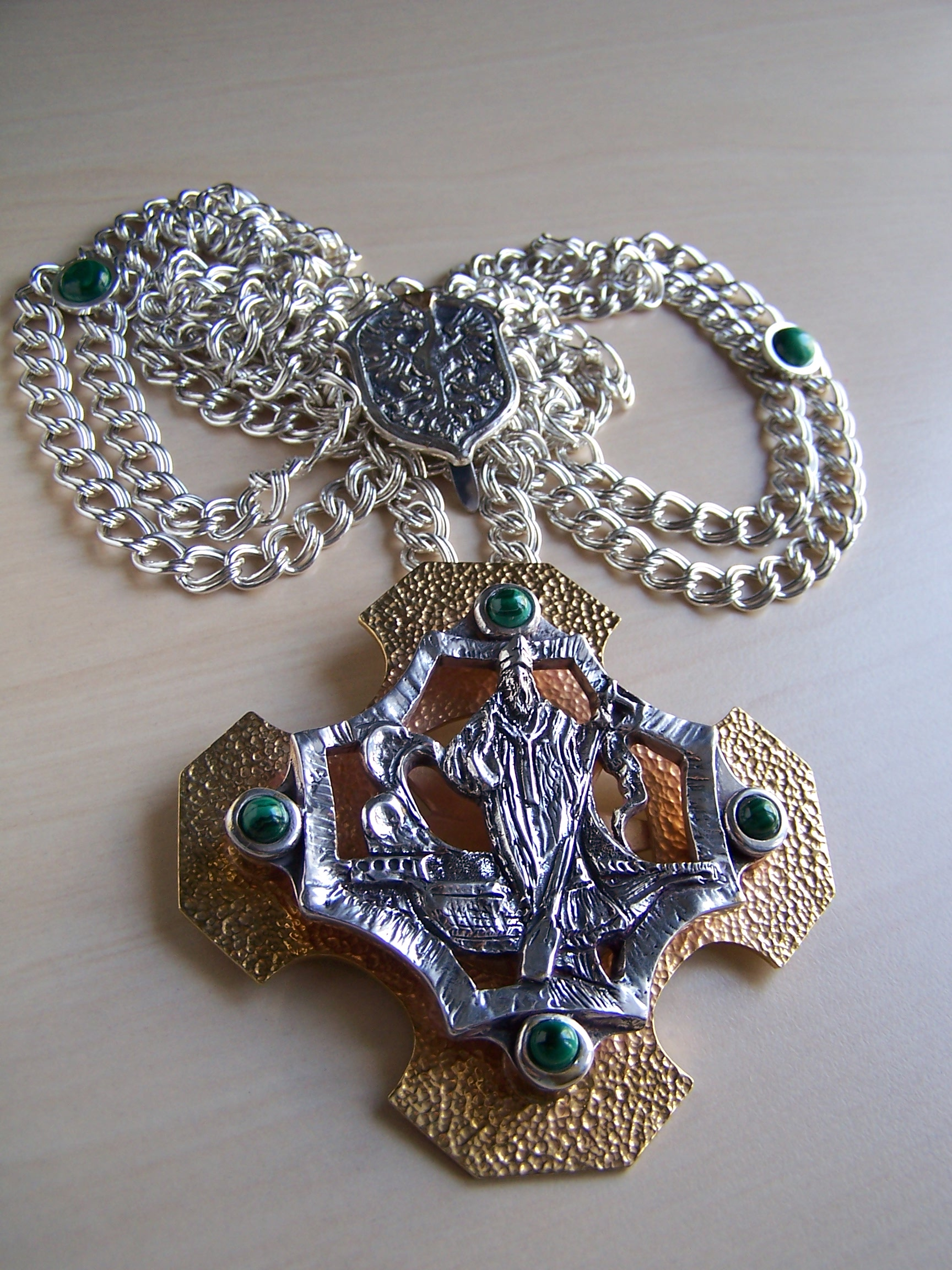
Dystynktoria Kapituła Kolegiacka Staroszkocka Kościół św. Ignacego Loyoli w Gdańsku
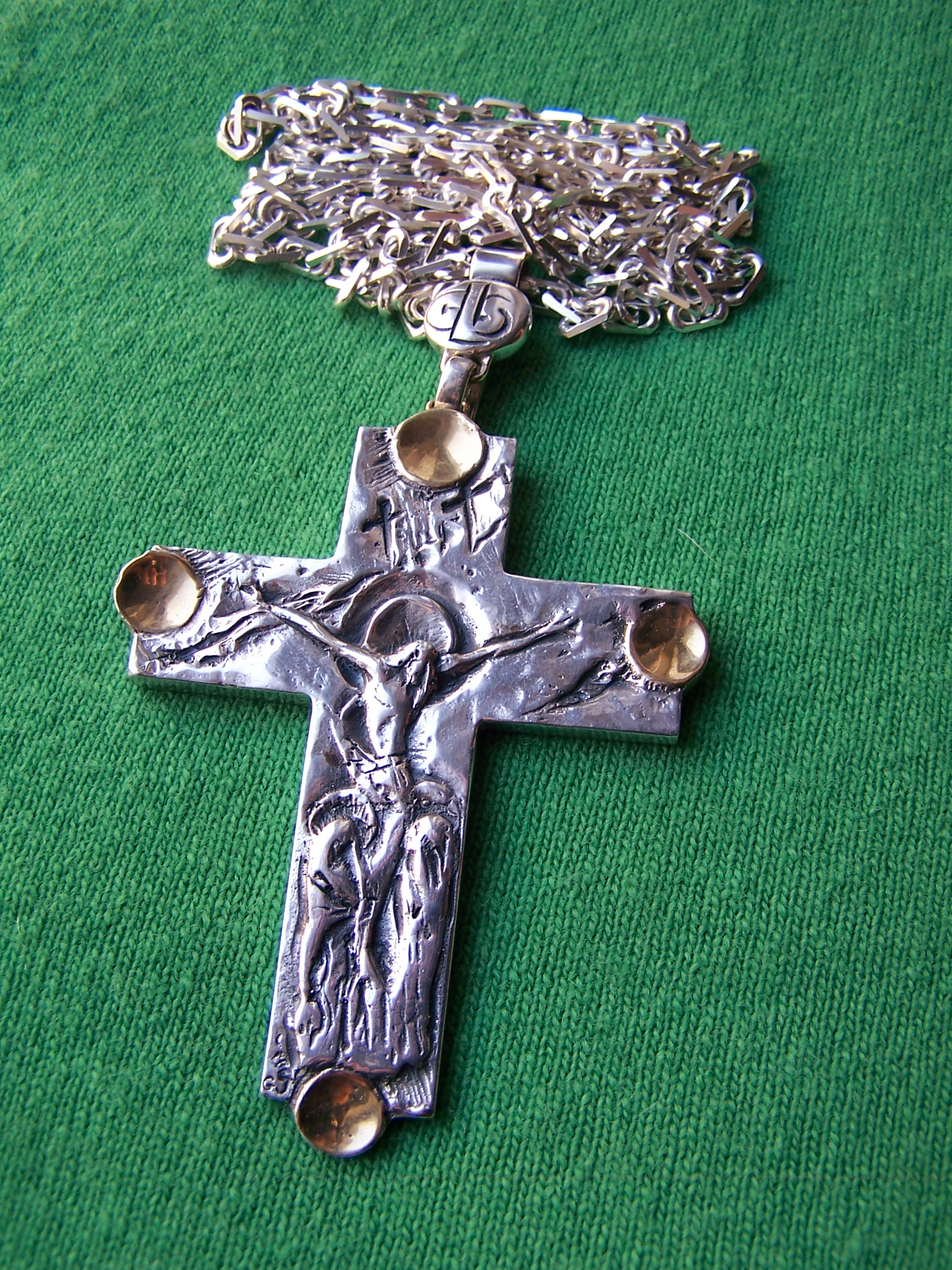
Pektorał metropolity Sławoja Leszka Głódzia Archidiecezja gdańska
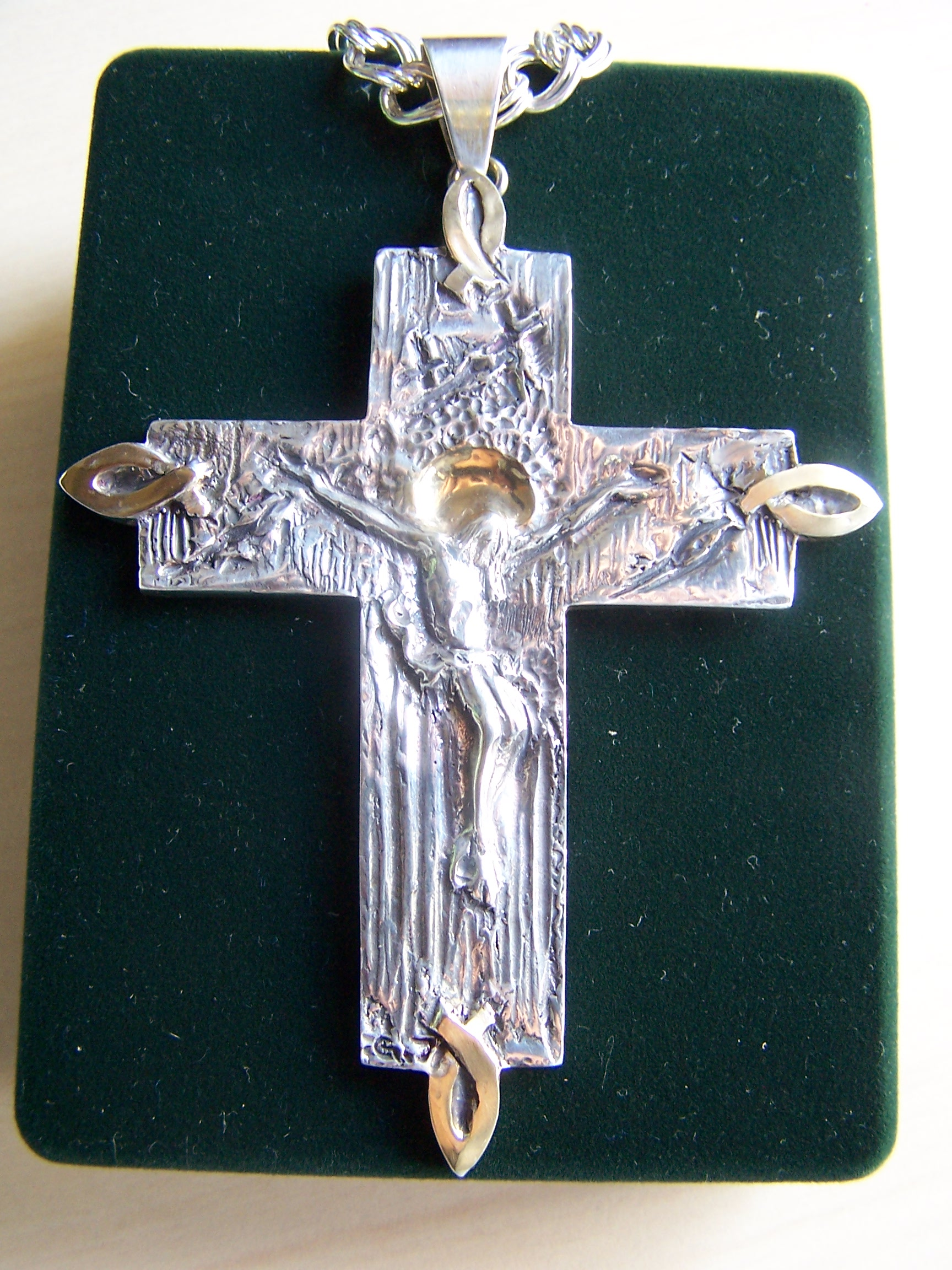
Pektorał metropolity Sławoja Leszka Głódzia Archidiecezja gdańska
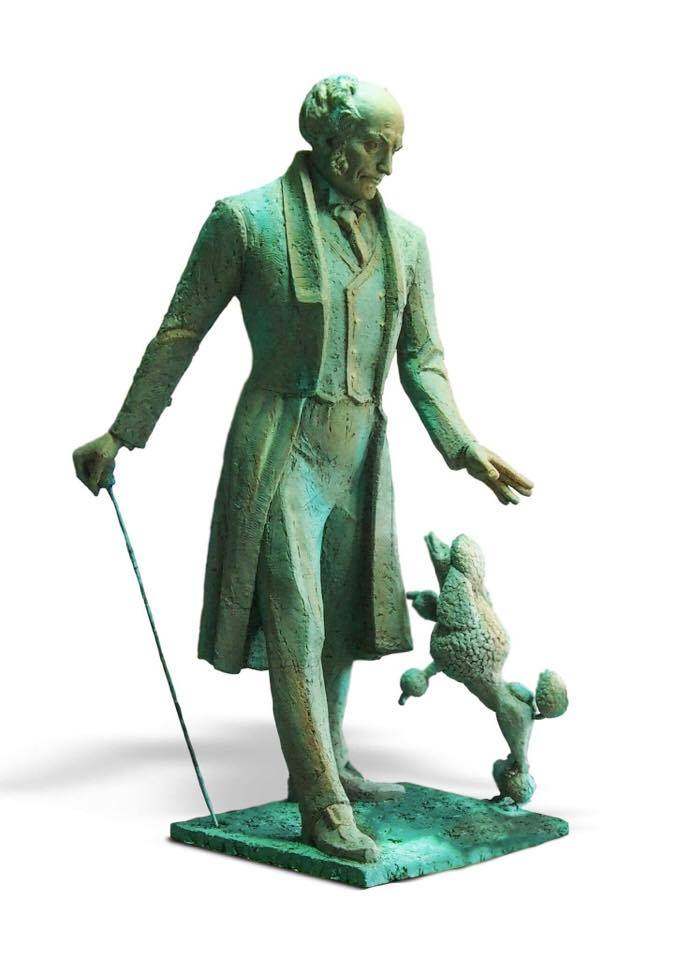
Arthur Schopenhauer